# НБА в сезоні 1962–1963
Сезон НБА 1962–1963 був 17-им сезоном в Національній баскетбольній асоціації. Переможцями сезону стали «Бостон Селтікс», які здолали у фінальній серії «Лос-Анджелес Лейкерс».

## Регламент змагання
Участь у сезоні брали 9 команд, розподілених між двома дивізіонами.
По ходу регулярного сезону кожна з команд-учасниць проводила по 80 ігор. До плей-оф, який проходив за видозміненою олімпійською системою, виходили по три кращих команди з кожного дивізіону. На стадії півфіналів дивізіонів у боротьбу вступали команди, що посіли друге і третє місця за результатами регулярного сезону кожного з дивізіонів. Команди, які на цьому етапі здолали суперників у серіях ігор до трьох перемог, виходили до фіналів дивізіонів, в яких проводили серію ігор до чотирьох перемог проти переможця регулярного сезону в своєму дивізіоні.
Чемпіони кожного з дивізіонів, що визначалися на стадії плей-оф, для визначення чемпіона НБА зустрічалися між собою у Фіналі, що складався із серії ігор до чотирьох перемог.

## Регулярний сезон

### Підсумкові таблиці за дивізіонами
| Східний                | В  | П  | %П   | Відст | Дом   | Гост  | Нейтр | Див   |
| ---------------------- | -- | -- | ---- | ----- | ----- | ----- | ----- | ----- |
| x-«Бостон Селтікс»     | 58 | 22 | .725 | –     | 25–5  | 21–16 | 12–1  | 25–11 |
| x-«Сірак'юс Нейшеналс» | 48 | 32 | .600 | 10    | 23–5  | 13–19 | 12–8  | 21–15 |
| x-«Цинциннаті Роялс»   | 42 | 38 | .525 | 16    | 23–10 | 15–19 | 4–9   | 20–16 |
| «Нью-Йорк Нікс»        | 21 | 59 | .263 | 37    | 12–22 | 5–28  | 4–9   | 6–30  |

| Західний                 | В  | П  | %П   | Відст | Дом   | Гост  | Нейтр | Див   |
| ------------------------ | -- | -- | ---- | ----- | ----- | ----- | ----- | ----- |
| x-«Лос-Анджелес Лейкерс» | 53 | 27 | .663 | –     | 27–7  | 20–17 | 6–3   | 33–13 |
| x-«Сент-Луїс Гокс»       | 48 | 32 | .600 | 5     | 30–7  | 13–18 | 5–7   | 29–17 |
| x-«Детройт Пістонс»      | 34 | 46 | .425 | 19    | 14–16 | 8–19  | 12–11 | 19–27 |
| «Сан-Франциско Ворріорс» | 31 | 49 | .388 | 22    | 13–20 | 11–25 | 7–4   | 18–28 |
| «Чикаго Зефірс»          | 25 | 55 | .313 | 28    | 17–17 | 3–23  | 5–15  | 13–27 |

Легенда:
- x – Учасники плей-оф

## Плей-оф
Переможці пар плей-оф позначені жирним. Цифри перед назвою команди відповідають її позиції у підсумковій турнірній таблиці регулярного сезону конференції. Цифри після назви команди відповідають кількості її перемог у відповідному раунді плей-оф.
|  | Півфінали дивізіонів | Півфінали дивізіонів | Півфінали дивізіонів |            |   | Фінали дивізіонів | Фінали дивізіонів | Фінали дивізіонів |  |  | Фінал НБА | Фінал НБА    | Фінал НБА |
|  |                      |                      |                      |            |   |                   |                   |                   |  |  |           |              |           |
|  |                      |                      |                      |            |   |                   |                   |                   |  |  |           |              |           |
|  |                      | 1                    | Л.А. Лейкерс         | 4          |   |                   |                   |                   |  |  |           |              |           |
|  | Західний Дивізіон    | 1                    | Л.А. Лейкерс         | 4          |   |                   |                   |                   |  |  |           |              |           |
|  |                      |                      | 2                    | Сент-Луїс  | 3 |                   |                   |                   |  |  |           |              |           |
|  | 3                    | Детройт              | 2                    | Сент-Луїс  | 3 | 1                 |                   |                   |  |  |           |              |           |
|  | 3                    | Детройт              |                      |            |   | 1                 |                   |                   |  |  |           |              |           |
|  | 2                    | Сент-Луїс            | 3                    |            |   |                   |                   |                   |  |  |           |              |           |
|  |                      |                      |                      |            |   |                   |                   |                   |  |  | W1        | Л.А. Лейкерс | 2         |
|  |                      |                      | E1                   | Бостон     | 4 |                   |                   |                   |  |  |           |              |           |
|  |                      |                      |                      |            |   |                   |                   |                   |  |  |           |              |           |
|  |                      |                      |                      |            |   |                   |                   |                   |  |  |           |              |           |
|  |                      | 1                    | Бостон               | 4          |   |                   |                   |                   |  |  |           |              |           |
|  | Східний Дивізіон     | 1                    | Бостон               | 4          |   |                   |                   |                   |  |  |           |              |           |
|  |                      |                      | 3                    | Цинциннаті | 3 |                   |                   |                   |  |  |           |              |           |
|  | 3                    | Цинциннаті           | 3                    | Цинциннаті | 3 | 3                 |                   |                   |  |  |           |              |           |
|  | 3                    | Цинциннаті           |                      |            |   | 3                 |                   |                   |  |  |           |              |           |
|  | 2                    | Сірак'юс             | 2                    |            |   |                   |                   |                   |  |  |           |              |           |

## Лідери сезону за статистичними показниками
| Показник                  | Гравець         | Команда                  | Результат |
| ------------------------- | --------------- | ------------------------ | --------- |
| Очки                      | Вілт Чемберлейн | «Сан-Франциско Ворріорс» | 3,586     |
| Підбирання                | Вілт Чемберлейн | «Сан-Франциско Ворріорс» | 1,946     |
| Передачі                  | Гай Роджерс     | «Сан-Франциско Ворріорс» | 825       |
| % влучань з гри           | Вілт Чемберлейн | «Сан-Франциско Ворріорс» | .528      |
| % влучань штрафних кидків | Ларрі Кастелло  | «Сірак'юс Нейшеналс»     | .881      |

## Нагороди НБА

### Щорічні нагороди
- Найцінніший гравець: Білл Расселл, «Бостон Селтікс»
- Новачок року: Террі Дішингер, «Чикаго Зефірс»

| - Перша збірна всіх зірок: - Боб Петтіт, «Сент-Луїс Гокс» - Елджин Бейлор, «Лос-Анджелес Лейкерс» - Оскар Робертсон, «Цинциннаті Роялс» - Джеррі Вест, «Лос-Анджелес Лейкерс» - Білл Расселл, «Бостон Селтікс» | - Друга збірна всіх зірок: - Вілт Чемберлейн, «Сан-Франциско Ворріорс» - Боб Коузі, «Бостон Селтікс» - Гел Грір, «Сірак'юс Нейшеналс» - Том Гейнсон, «Бостон Селтікс» - Бейлі Говелл, «Детройт Пістонс» |

- Перша збірна новачків:
  - Зелмо Біті, «Сент-Луїс Гокс»
  - Дейв Дебушер, «Детройт Пістонс»
  - Террі Дішингер, «Чикаго Зефірс»
  - Джон Гавлічек, «Бостон Селтікс»
  - Чет Вокер, «Сірак'юс Нейшеналс»